# Museo del calcolatore "Laura Tellini"
Il Museo del calcolatore "Laura Tellini" è un museo di Prato dedicato alla storia del calcolo e delle macchine da calcolo, gestito da un'organizzazione di volontariato.
Esso è legato all'istituto tecnico cittadino Dagomari, che aveva conservato sin dagli anni '60 calcolatori e calcolatrici obsolete ed è aperto dal 2011: ha ivi mantenuto la sua sede sino al 2022, per poi spostarsi in una sede nuova, nel centro cittadino.
La collezione esposta va dalla preistoria al 1990, con copie funzionanti dell'Abaco e di alcuni strumenti utilizzati da Galileo Galilei e da Nepero. Tra le macchine rilevanti esposte vi sono la Seidel and Naumann S&N, la Thales mod.C, la Monroe L-160, la Olivetti Audit 52, la Curta, la Olivetti Divisumma 14, la Olivetti Summa 15, la Olivetti MC-24, la Olivetti Mercator 5000, la Olivetti Programma 101 e P203, la Olivetti Logos 27, la Logos 245, la Olivetti Divisumma 18, l'Olivetti Audit A5, la Philips P305, la Olivetti P6060 e P6040, l'MB Simon, l'Apple II, il Sinclair ZX Spectrum e varie console tra cui l'Intellivision, il Philips Odyssey 2100, home e personal computer.